# Illa del Brocoió

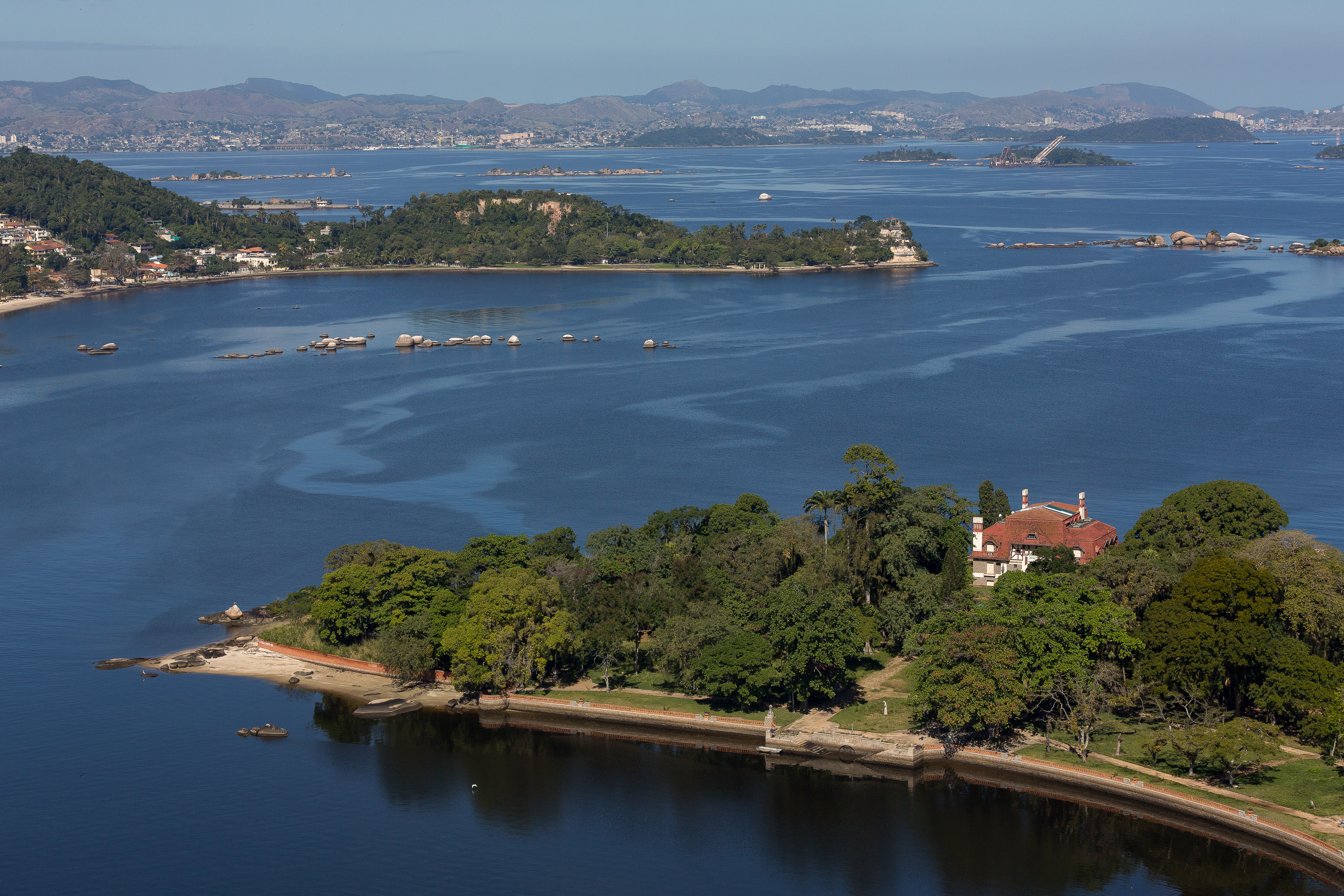
Illa del Brocoió, Rio de Janeiro, Brasil.

L'illa del Brocoió es localitza a l'interior de la badia de Guanabara, en el sector nord-est de la ciutat i Estat de Rio de Janeiro, al Brasil. Forma part de l'arxipèlag de l'Illa de Paquetá, de la qual dista prop de 300 metres.
Originalment constituïda per dues petites illes lligades, va ser primitivament utilitzada com a presó per a indígenes rebels. Posteriorment va ser explorada per la cal, material de construcció essencial a l'època del Brasil colonial.
Pertanyia a Maria Albertina Saraiva de Souza, Comtessa de São Tiago de Lobão i da "Rio de Janeiro City Improvements". En la dècada de 1930, la illa va ser comprada per Octávio Guinle, quan va ser urbanitzada pel seu propietari. Per això es van ser promoure diversos abocaments que van alterar significativament la seva geografia, que avui comprèn aproximadament 200.000 m² de superfície.
Adquirida el 1944 per l'Ajuntament del llavors Districte federal, pel valor de sis milions de creuers, per la gestió d'Henrique de Toledo Dodsworth, actualment és de propietat del govern de l'Estat del Rio, trobant-se catalogada per l'Instituto Estadual do Patrimônio Cultural (INEPAC). Allà s'hi aixeca el Palau de Brocoió, utilitzat com a residència alternativa pel Governador de l'Estat.
El 1950 es va ser promoure la reforestació de l'illa. El 1960, amb el canvi de la capital a Brasília, l'Illa de Brocoió va passar a ser propietat del recentment creat Estat de Guanabara. El 1975, després de la fusió dels antics estats de Guanabara i Rio de Janeiro, l'illa de Brocoió va passar a ser propietat del nou Estat de Rio i a servir com a Residència Oficial d'estiueig i vacances per als seus Governadors.